# Серокі-Парцеля
Серокі-Парцеля (пол. Seroki-Parcela) — село в Польщі, у гміні Тересін Сохачевського повіту Мазовецького воєводства.
Населення — 616 осіб (2011).
У 1975-1998 роках село належало до Скерневицького воєводства.

## Демографія
Демографічна структура станом на 31 березня 2011 року:
|          | Загалом | Допрацездатний вік | Працездатний вік | Постпрацездатний вік |
| -------- | ------- | ------------------ | ---------------- | -------------------- |
| Чоловіки | 321     | 73                 | 218              | 30                   |
| Жінки    | 295     | 65                 | 168              | 62                   |
| Разом    | 616     | 138                | 386              | 92                   |